# (V)
[V] fue un canal de televisión musical australiano propiedad de Foxtel y operado por él. Estaba disponible en los servicios digitales de Foxtel Digital y Optus.
En 2016, Foxtel decidió cerrar Channel [V] Australia y reorientar [V] Hits como su canal principal. Sin embargo, en 2017, [V] Hits se reposicionó como [V] y [V] Hits +2 pasó a llamarse [V]+2; un canal en tiempo diferido.
En mayo de 2020, se anunció que Foxtel cesaría las operaciones de [V] a finales de junio. El canal fue reemplazado por una versión australiana de NickMusic como parte de un acuerdo con ViacomCBS Networks UK & Australia.

## Historia
Como parte de la expansión de Foxtel de 20 nuevos canales, en 2004 se lanzó Club [V]; las estaciones se enfocaban en música de baile y originalmente no tenía publicidad.
El nuevo nombre y formato de Club [V] se lanzó el 12 de enero de 2007. En el período previo al cambio, se transmitía con frecuencia un mensaje en el canal, prometiendo a los espectadores que «se avecina un cambio». Desde el relanzamiento, Channel [V] y Channel [V]² se han vinculado más estrechamente entre sí, por ejemplo, mostrando a los espectadores lo que se está reproduciendo actualmente en el canal opuesto. Ambos canales utilizaron el mismo formato para mostrar información de la canción. Aunque los canales están vinculados entre sí, el Channel [V]² no reproduce ningún programa orientado al entretenimiento, sino que reproduce anuncios para ellos.

Logo de Channel [V]²

El 15 de noviembre de 2009, [V]² se relanzó como [V] Hits, un canal de música pop, rock, urbana y dance de 24 horas. El 19 de junio de 2012, [V] Hits fue investigado porque se consideró que el video musical «Born this Way» de Lady Gaga (transmitido a las 6:15 p. m. ese día) tenía algunas escenas inapropiadas.
El 25 de marzo de 2016, se lanzó una versión en diferido de dos horas de [V] Hits, reemplazando al canal hermano Channel [V]. Esto coincidió con el relanzamiento de [V] Hits como el canal principal de clips musicales, presentando solo videos musicales y cuentas regresivas.
El 30 de noviembre de 2016, [V] Hits + 2 pasó del canal 803 al 802. En 2017; [V] Hits pasó a llamarse [V].
El 4 de mayo de 2020, se anunció que Foxtel cesaría las operaciones de sus redes locales de vídeos musicales como parte de un acuerdo con el propietario de Network 10, ViacomCBS, para ofrecer una nueva gama de canales de las marcas MTV, Nick y CMT. Esto entró en vigor el 30 de junio de 2020, con una versión australiana de NickMusic centrada en los niños en su lugar.